# Pop Secret 500 2004
Pop Secret 500 2004 var ett stockcarlopp ingående i Nascar Nextel Cup Series (nuvarande Nascar Cup Series) som kördes 5 september 2004 på den 2 mile (3 218,68 meter) långa ovalbanan Auto Club Speedway i Fontana i Kalifornien. Loppet vanns av Elliott Sadler i en Ford på tiden 3:53.47 körandes för Yates Racing.
Scener ur filmen Herbie: Fulltankad är inspelade under tävlingshelgen. Förare som Jimmie Johnson, Jeff Gordon, Dale Earnhardt Jr. med flera medverkar i cameoroller.

## Resultat
| Plc     | Nr | Förare              | Team                       | Konstruktör | Start | Varv | Ledda varv |
| ------- | -- | ------------------- | -------------------------- | ----------- | ----- | ---- | ---------- |
| 1       | 38 | Elliott Sadler      | Robert Yates Racing        | Ford        | 17    | 250  | 59         |
| 2       | 9  | Kasey Kahne         | Evernham Motorsports       | Dodge       | 5     | 250  | 39         |
| 3       | 6  | Mark Martin         | Roush Racing               | Ford        | 11    | 250  | 65         |
| 4       | 42 | Jamie McMurray      | Chip Ganassi Racing        | Dodge       | 23    | 250  | 0          |
| 5       | 12 | Ryan Newman         | Penske Racing              | Dodge       | 14    | 250  | 2          |
| 6       | 99 | Carl Edwards        | Roush Racing               | Ford        | 19    | 250  | 0          |
| 7       | 10 | Scott Riggs         | MB2 Motorsports            | Chevrolet   | 9     | 250  | 0          |
| 8       | 88 | Dale Jarrett        | Robert Yates Racing        | Ford        | 25    | 250  | 8          |
| 9       | 31 | Robby Gordon        | Richard Childress Racing   | Chevrolet   | 35    | 250  | 0          |
| 10      | 2  | Rusty Wallace       | Penske Racing              | Dodge       | 26    | 250  | 0          |
| 11      | 97 | Kurt Bosch          | Roush Racing               | Ford        | 4     | 250  | 7          |
| 12      | 01 | Joe Nemechek        | MB2 Motorsports            | Chevrolet   | 10    | 250  | 0          |
| 13      | 25 | Brian Wickers       | Hendrick Motorsports       | Chevrolet   | 1     | 250  | 44         |
| 14      | 48 | Jimmie Johnson      | Hendrick Motorsports       | Chevrolet   | 16    | 250  | 1          |
| 15      | 30 | Jeff Burton         | Richard Childress Racing   | Chevrolet   | 34    | 250  | 0          |
| 16      | 19 | Jeremy Mayfield     | Evernham Motorsports       | Dodge       | 2     | 250  | 9          |
| 17      | 21 | Ricky Rudd          | Wood Brothers Racing       | Ford        | 20    | 250  | 0          |
| 18      | 20 | Tony Stewart        | Joe Gibbs Racing           | Chevrolet   | 33    | 250  | 0          |
| 19      | 5  | Terry Labonte       | Hendrick Motorsports       | Chevrolet   | 15    | 250  | 0          |
| 20      | 18 | Bobby Labonte       | Joe Gibbs Racing           | Chevrolet   | 37    | 250  | 0          |
| 21      | 22 | Scott Wimmer        | Bill Davis Racing          | Dodge       | 38    | 250  | 0          |
| 22      | 17 | Matt Kenseth        | Roush Racing               | Ford        | 30    | 250  | 0          |
| 23      | 15 | Michael Waltrip     | Dale Earnhardt Inc.        | Chevrolet   | 21    | 250  | 10         |
| 24      | 84 | Kyle Bosch          | Hendrick Motorsports       | Chevrolet   | 18    | 250  | 0          |
| 25      | 98 | Bill Elliott        | Evernham Motorsports       | Dodge       | 3     | 250  | 0          |
| 26      | 40 | Sterling Marlin     | Chip Ganassi Racing        | Dodge       | 31    | 250  | 0          |
| 27      | 43 | Jeff Green          | Petty Enterprises          | Dodge       | 13    | 250  | 0          |
| 28      | 29 | Kevin Harvick       | Richard Childress Racing   | Chevrolet   | 27    | 250  | 0          |
| 29      | 41 | Casey Mears         | Chip Ganassi Racing        | Dodge       | 6     | 249  | 0          |
| 30      | 36 | Boris Said          | MB2 Motorsports            | Chevrolet   | 36    | 249  | 0          |
| 31      | 0  | Ward Burton         | Haas CNC Racing            | Chevrolet   | 39    | 248  | 0          |
| 32      | 4  | Jimmy Spencer       | Morgan-McClure Motorsports | Chevrolet   | 41    | 247  | 1          |
| 33      | 49 | Ken Schrader        | BAM Racing40               | Dodge       | 40    | 231  | 1          |
| 34      | 8  | Dale Earnhardt Jr.  | Dale Earnhardt Inc.        | Chevrolet   | 12    | 231  | 0          |
| 35      | 45 | Kyle Petty          | Petty Enterprises          | Dodge       | 28    | 225  | 0          |
| 36      | 16 | Greg Biffle         | Roush Racing               | Ford        | 7     | 213  | 0          |
| 37      | 24 | Jeff Gordon         | Hendrick Motorsports       | Chevrolet   | 8     | 209  | 0          |
| 38      | 32 | Bobby Hamilton, Jr. | PPI Motorsports            | Chevrolet   | 24    | 207  | 0          |
| 39      | 23 | Shane Hmiel         | Bill Davis Racing          | Dodge       | 29    | 173  | 4          |
| 40      | 96 | Derrike Cope        | Mach 1 Motorsports         | Ford        | 43    | 154  | 0          |
| 41      | 11 | J.J. Yeley          | Joe Gibbs Racing           | Chevrolet   | 32    | 32   | 0          |
| 42      | 77 | Brendan Gaughan     | Penske-Jasper Racing       | Dodge       | 22    | 32   | 0          |
| 43      | 50 | Jeff Fuller         | Arnold Motorsports         | Dodge       | 42    | 5    | 0          |
| Källor: |    |                     |                            |             |       |      |            |

## Poängställning efter loppet
| Pos.    | Förare             | Poäng | Diff |
| ------- | ------------------ | ----- | ---- |
| 1 ▲ 1   | Jimmie Johnson     | 3482  | -    |
| 2 ▼ 1   | Jeff Gordon        | 3432  | -50  |
| 3 ▬     | Dale Earnhardt Jr. | 3366  | -116 |
| 4 ▬     | Tony Stewart       | 3304  | -178 |
| 5 ▬     | Matt Kenseth       | 3253  | -229 |
| 6 ▲ 1   | Elliott Sadler     | 3204  | -278 |
| 7 ▼ 1   | Kurt Busch         | 3186  | -296 |
| 8 ▲ 2   | Ryan Newman        | 3078  | -404 |
| 9 ▲ 2   | Kasey Kahne        | 3067  | -415 |
| 10 ▲ 2  | Mark Martin        | 3058  | -424 |
| Källor: |                    |       |      |

- Notering: Endast dom tio främsta i förarmästerskapet redovisas.